# TWOSTONE&Sons
株式会社TWOSTONE&Sons（ツーストーンアンドサンズ、英: TWOSTONE&Sons Inc.）は、東京都渋谷区に本社を置く日本の持株会社。傘下企業がフリーランスエンジニアのマッチングサービス、エンジニアのリクルーティングサービス、プログラミングスクール、Webメディアなどのサービスを手がけている。

## 概要
2013年創業。2020年に東京証券取引所マザーズに上場した。フリーランスエンジニアと企業をマッチングする他、エンジニアの新しい働き方の支援、企業のDX推進を行なっている。また企業向けにデジタルマーケティングのコンサルティングなどを行う。

## 沿革
- 2013年（平成25年）10月 - 株式会社Branding Engineer設立。
- 2015年（平成27年）
  - 2月 - オフィスをシャレー渋谷に移転。
  - 11月 - オフィスを渋谷桜ヶ丘町ビルに移転。
  - 12月 - ITエンジニア向け転職マッチングサービス「Tech Stars」をリリース。
- 2016年（平成28年）
  - 7月 - East Ventures、株式会社ベクトルなどから総額1億円調達。
  - 9月 - オフィスをいちご道玄坂ビルに移転。
  - 11月 - IT人材向けメディア「Mayonez」をリリース。
- 2017年（平成29年）
  - 1月 - エンジニアの独立支援サービス「Midworks」をリリース。
  - 11月 - プログラミングスクール「tech boost」 を開校。
- 2018年（平成30年）3月 - 宮崎オフィスを開設。
- 2020年（令和2年）7月 - 東京証券取引所マザーズに上場。
- 2023年（令和5年）6月 - 持株会社体制に移行し、株式会社TWOSTONE&Sonsに商号変更。株式会社Branding Engineer（2023年6月1日付けで株式会社ブランディングエンジニアより商号変更）にエンジニアプラットフォームサービス事業を承継[6]。
- 2025年（令和7年）4月 - 本社オフィスを増床し、同時に「渋谷サテライトオフィス」を「本社オフィス」である渋谷東口ビルへ移転[7]。